# Scandinavian Race Uppsala 2009
La 101e édition de la Scandinavian Race Uppsala a eu lieu le 9 mai 2009. Elle a été remportée par le Danois Jonas Aaen Jørgensen.

## Classement final
Jonas Aaen Jørgensen remporte la course en parcourant les 193,5 kilomètres en 4 h 30 min 2 s à la vitesse moyenne de 42,995 km/h.
| Classement final | Classement final         | Classement final | Classement final              | Classement final  |
|                  | Coureur                  | Pays             | Équipe                        | Temps             |
| ---------------- | ------------------------ | ---------------- | ----------------------------- | ----------------- |
| 1er              | Jonas Aaen Jørgensen     | Danemark         | Capinordic                    | en 4 h 30 min 2 s |
| 2e               | Christofer Stevenson     | Suède            | Capinordic                    | + 12 s            |
| 3e               | Philip Nicolas Nielsen   | Danemark         | Concordia-Vesthimmerland      | m.t               |
| 4e               | Martin Halvarsson        | Suède            |                               | m.t               |
| 5e               | Fredrik Ericsson         | Suède            | Capinordic                    | + 15 s            |
| 6e               | Sander Oostlander        | Pays-Bas         | Asito-Craft                   | + 22 s            |
| 7e               | Martin Pedersen          | Danemark         | Capinordic                    | + 1 min 26 s      |
| 8e               | Morten Voss Christiansen | Danemark         | Blue Water-Cycling For Health | m.t               |
| 9e               | Henrik Åbom              | Suède            |                               | m.t               |
| 10e              | Michael Stevenson        | Suède            |                               | m.t               |
| modifier         |                          |                  |                               |                   |